# RTS Index
El RTS Index (RTSI) es un índice de 50 valores de compañías rusas que se negocia en la bolsa de Moscú. La lista de compañías del índice se revisa trimestralmente por el Comité de Información del Russian Trading System (RTS).
El valor del índice se calcula en tiempo real. El primer día de cotización de este índice fue el 1 de septiembre de 1995 con un valor de referencia de 100.
RTS también publica el RTS-2 Index y 5 índices sectoriales. El RTS-2 Index se compila similarmente, con los 69 siguientes valores de la bolsa.

## Componentes

RTS Index 1995–2015.

Durante el periodo de 17 de marzo de 2017 a 16 de junio de 2017, la comporición del RTS Index es la siguiente:
| Ticker | Compañía                                  | Tipo de acciones | Industria              |
| ------ | ----------------------------------------- | ---------------- | ---------------------- |
| AFKS   | AFK Sistema                               | Ordinarias       | Conglomerado           |
| AFLT   | Aeroflot                                  | Ordinarias       | Transporte             |
| AGRO   | ROS AGRO PLC                              | DR               | Agricultura            |
| AKRN   | Acron                                     | Ordinarias       | Química                |
| BANEP  | Bashneft                                  | Preferenciales   | Petróleo & gas         |
| CBOM   | Banco de crédito de Moscú                 | Ordinarias       | Banca                  |
| CHMF   | SeverStal                                 | Ordinarias       | Minería & Metalurgia   |
| DIXY   | DIXY                                      | Ordinarias       | Distribución minorista |
| FEES   | FGC UES                                   | Ordinarias       | Electricidad           |
| GAZP   | Gazprom                                   | Ordinarias       | Petróleo & gas         |
| GMKN   | Norilsk Nickel                            | Ordinarias       | Minería & Metalurgia   |
| HYDR   | RusHydro                                  | Ordinarias       | Energía                |
| IRAO   | Inter RAO                                 | Ordinarias       | Energía                |
| LKOH   | Lukoil                                    | Ordinarias       | Petróleo & gas         |
| LSRG   | LSR Group                                 | Ordinarias       | Inmobiliaria           |
| MAGN   | Magnitogorsk Obras de hierro y acero      | Ordinarias       | Metalurgia             |
| MFON   | MegaFon                                   | Ordinarias       | Telecomunicación       |
| MGNT   | Magnit                                    | Ordinarias       | Distribución minorista |
| MOEX   | Bolsa de Moscú                            | Ordinarias       | Bolsa de valores       |
| MSNG   | Mosenergo                                 | Ordinarias       | Energía                |
| MTLR   | Mechel                                    | Ordinarias       | Minería & Metalurgia   |
| MTLRP  | Mechel                                    | Preferenciales   | Minería & Metalurgia   |
| MTSS   | Mobile TeleSystems                        | Ordinarias       | Telecomunicaciones     |
| MVID   | M.video                                   | Ordinarias       | Distribución minorista |
| NLMK   | Novolipetsk Steel                         | Ordinarias       | Metalurgia             |
| NMPT   | Puerto Marítimo Comercial de Novorossiysk | Ordinarias       | Transporte             |
| NVTK   | Novatek                                   | Ordinarias       | Petróleo & gas         |
| PHOR   | FosAgro                                   | Ordinarias       | Industria química      |
| PIKK   | PIK Group                                 | Ordinarias       | Inmobiliaria           |
| PLZL   | Polyus Gold                               | Ordinarias       | Minería                |
| POLY   | Polymetal Internacional                   | Ordinarias       | Minería                |
| ROSN   | Rosneft                                   | Ordinarias       | Petróleo & gas         |
| RSTI   | Rosseti                                   | Ordinarias       | Electricidad           |
| RTKM   | Rostelecom                                | Ordinarias       | Telecomunicaciones     |
| RTKMP  | Rostelecom                                | Preferenciales   | Telecomunicaciones     |
| RUALR  | RUSAL                                     | RDR              | Minería                |
| SBER   | Sberbank                                  | Ordinarias       | Banca                  |
| SBERP  | Sberbank                                  | Preferenciales   | Banca                  |
| SNGS   | Surgutneftegas                            | Ordinarias       | Petróleo & gas         |
| SNGSP  | Surgutneftegas                            | Preferenciales   | Petróleo & gas         |
| TATN   | Tatneft                                   | Ordinarias       | Petróleo & gas         |
| TATNP  | Tatneft                                   | Preferenciales   | Petróleo & gas         |
| TRMK   | TMK                                       | Ordinarias       | Petróleo & gas         |
| TRNFP  | Transneft                                 | Preferenciales   | Petróleo & gas         |
| UPRO   | Unipro                                    | Ordinarias       | Electricidad           |
| URKA   | Uralkali                                  | Ordinarias       | Química                |
| UWGN   | United wagon company                      | Ordinarias       | Ingeniería mecánica    |
| VTBR   | VTB Bank                                  | Ordinarias       | Banca                  |
| YNDX   | Yandex                                    | Ordinarias       | Internet               |